# Schmidtea polychroa
Schmidtea polychroa là một loài giun dẹp nước ngọt sinh sống trong các sông, hồ của châu Âu. Nó cũng có mặt ở Bắc Mỹ, nơi mà nó đã được giới thiệu ít nhất là trong hệ thống sông Saint Lawrence.
</ref> Nó là một động vật có khả năng hạn chế sự phân tán.
Cá thể loài này tích cực tìm kiếm thức ăn, chúng ăn chủ yếu là xương sống nhỏ. Con mồi ưu thích của chúng là giun đốt, cũng như chân bụngs.

## Sinh sản
Chúng lưỡng tính. Schmidtea polychroa tạo kén trong nước có nhiệt độ từ 10 đến 23 °C.